# Лоне, Бернар Рене де
Берна́р-Рене́ Журда́н, марки́з де Лоне́ (фр. Bernard-René Jourdan, marquis de Launay; 8 или 9 апреля 1740 — 14 июля 1789) — французский маркиз, последний комендант Бастилии, сын одного из предыдущих комендантов. Командовал гарнизоном крепости 14 июля 1789 года во время взятия Бастилии.

## Биография
В 1776 году он сменил на посту коменданта Бастилии Антуана-Жозефа Жюмильяка. Согласно законам и обычаям Франции того времени он купил должность коменданта у своего предшественника, заплатив сумму в 300 000 ливров. Эта должность считалась хорошим вложением денег и гарантировала её покупателю значительные доходы. Один, два года пребывания в должности позволяли вернуть вложенные в покупку деньги, а исполнение обязанностей не требовало значительных усилий.
До 1777 года, он владел имением Бретоньер, в коммуне Гольвиль Нормандии.
За тринадцать лет его пребывания в должности не отмечено ничего примечательного кроме ошибки, совершённой 19 декабря 1778 года. Не получив приказа свыше, он не отметил пушечным салютом рождение дочери короля Людовика XVI и королевы Марии-Антуанетты, хотя этого требовала традиция.

### Последний день
14 июля 1789 года, во время штурма Бастилии, комендант де Лоне также не получил приказа из Версаля и был вынужден принимать решение самостоятельно. Либо выполнять свой долг согласно присяге и защищать Бастилию, либо во избежание кровопролития выполнить требования штурмующих. В Бастилии сидело всего семь заключённых, но было значительное количество оружия, которым хотели завладеть революционеры.
В отличие от коменданта Дома инвалидов, который ранее сразу принял требования революционеров, маркиз де Лоне отказался отдать оружие и порох, за которыми, собственно, и пришли осаждающие. Однако он обещал не стрелять, если крепость не будут атаковать, и начал переговоры с двумя делегатами от мэрии. Дискуссия затянулась и часть толпы потеряла терпение. Осаждающим удалось разбить цепи подъёмного моста, и толпа вошла во внешний двор крепости. После предупреждения, гарнизон открыл огонь из пушек картечью, что привело к многочисленным жертвам. Осаждающие сочли это предательством со стороны де Лоне. Осада продолжалась ещё четыре часа. В итоге осаждающие потеряли около 100 человек, а защитники крепости только одного.
В панике де Лоне угрожал взорвать крепость и прилегающие окрестности. Не получив никаких подкреплений, комендант капитулировал в обмен на жизнь для себя и своих людей. Эти условия были приняты революционерами. Согласно легенде в крепости не нашлось белого флага, и комендант размахивал то ли полотенцем, то ли носовым платком.
Де Лоне был арестован и в сопровождении одного из лидеров восстания, капитана (впоследствии генерала) Пьера-Огюстена Юлена, отправлен в мэрию. На Гревской площади, невзирая на соглашение и попытку посредничества Луи де Корни, королевского прокурора Парижа, на коменданта напала разъяренная толпа. Согласно некоторым свидетельствам де Лоне сам спровоцировал эту расправу, ударив ногой в пах человека в окружавшей его толпе. Де Лоне был исколот штыками и застрелен. Парижский мясник Десно ножом отрезал ему голову. Головы де Лоне и Жака де Флесселя насадили на пики и носили по улицам столицы. Де Лоне считается одной из первых жертв Французской революции.

## Семья
У де Лоне было три дочери от двух жён. Некоторые из потомков брата де Лоне обосновались в России (подробнее см. Борис Делоне и Вадим Делоне).

## След в культуре
Роль де Лоне в событиях 14 июля и его убийство описали Чарльз Диккенс в романе в «Повесть о двух городах» (книга II, глава 21), а также Хилари Мантел в «Месте большей безопасности». Также его сопротивление восставшим и смерть описаны (с добавлением ряда вымышленных подробностей) в романе Александра Дюма «Анж Питу».
В фильме «Если бы нам рассказали о Париже» (1956) роль де Лоне сыграл Жак Морель. В фильме «Французская революция» (1989) роль де Лоне исполнил актёр Анри Серр.